# Джао Лъдзиен
Джао Лидзиен (на китайски: 赵立坚, пинин: Zhào Lìjiān) е китайски политик, заместник–директор на отдела за информация на Министерството на външните работи на КНР. Той е 31–и говорител, откакто позицията е създадена в министерството през 1983 г.
На 12 март 2020 г. заявява предположение, че пандемията от коронавирус в Китай е по вина на американските военни.

## Биография
Той е роден на 10 ноември 1972 г. в провинция Хъбей, Китай. През 1996 г. постъпва в департамента по азиатските въпроси. През 2005 г. получава магистърска степен по „Публична политика“ от Корейския институт за развитие. През 2009 г. става секретар на посолството на Китай във Вашингтон, окръг Колумбия. През 2015 г. става съветник и министър съветник на китайското посолство в Пакистан. През 2019 г. е назначен за заместник–директор на отдела за информация на Министерството на външните работи на КНР.

## Изказвания, Туитър и скандали
Джао Лидзиен използва пресконференции и Туитър, за да разпространява информация, която Китайската комунистическа партия иска да достигне до масите. Въпреки забраната за ползване на Туитър в Китай през 2009, Джао създава своя профил в платформата през 2010, ставайки един от първите представители на правителството, които ползват социалната мрежа. До края на 2020, Лидзиен има над 780 000 последователи. Същата година става ясно, че политикът следва актрисите във филми за възрастни Сора Аои, Лея Лексис и уебсайта Порнхъб.

### "Расистска" размяна във Вашингтон
През 2019 Джао използва Туитър, за да отвърне на критиките на ООН срещу правителствените действия в Южен Синдзян, като критикува САЩ (които не са част от отправените от ООН критики). Туитът му гласи: "Ако сте във Вашингтон, знаете, че белите никога не ходят в югозападната част, защото това е област на черни и латиноси. Има поговорка 'черните влизат, белите излизат'", на който Сюзан Райс, съветник по национална сигурност на Барак Обама, отговаря: "Вие сте расистки позор. И изключително невеж." 